# DKW F93

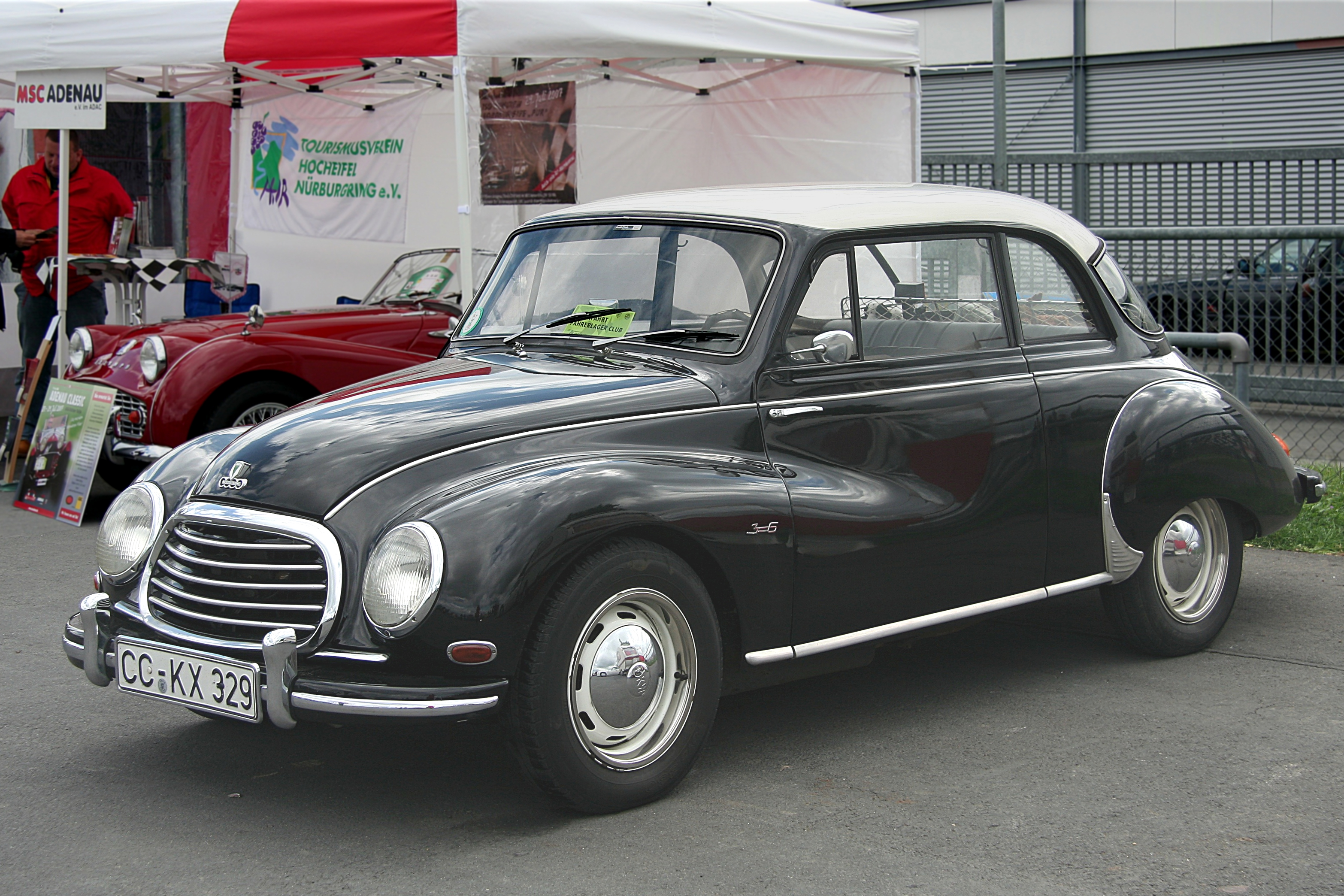

DKW 3=6 Typ F93/F94 var en bil i mellanklassen tillverkad av DKW (Auto Union) och efterträdare till DKW F91. Modellen började tillverkas 1955. Denna modell ersattes 1958 av Auto Union 1000.